# Machairophora fulvipuncta
Machairophora fulvipuncta is een keversoort uit de familie spartelkevers (Mordellidae). De wetenschappelijke naam van de soort is voor het eerst geldig gepubliceerd in 1893 door Hampson.